# Tout feu, tout femme
Pour les articles homonymes, voir Tout feu, tout femme (homonymie).
Tout feu, tout femme  est un film québécois réalisé par Gilles Richer, sorti en 1975.

## Fiche technique
- Réalisation : Gilles Richer
- Scénario : Gilles Richer
- Musique originale : Paul Baillargeon
- Image : Paul Van der Linden
- Montage : Jacques Jean

## Distribution
- Réal Béland : Gilles
- Andrée Boucher : Isabelle
- Louis De Santis : Tanguay
- Denis Drouin : Paul
- Marc Gélinas : André
- Jean Lapointe : François Chartrand
- Guy L'Écuyer : Le chef
- Raymond Lévesque : Claude
- Denise Morelle
- Gilles Pellerin : Albert